# Bisdom Keningau
Het bisdom Keningau (Latijn: Dioecesis Keningauensis) is een rooms-katholiek bisdom met als zetel Keningau, in Maleisië. Het omvat het deelgebied Interior Division. Het bisdom is suffragaan aan het aartsbisdom Kota Kinabalu. 

## Geschiedenis
Het bisdom werd opgericht op 17 december 1992, uit delen van het bisdom Kota Kinabalu, en was suffragaan aan het aartsbisdom Kuching. Op 23 mei 2008 veranderde het van kerkprovincie en werd suffragaan aan het nieuw verheven aartsbisdom Kota Kinabalu. 

## Parochies
Het bisdom had in 2021 een oppervlakte van 18.298 km2 en telde 504.095 inwoners waarvan 29,2% rooms-katholiek was.

## Bisschoppen
- Cornelius Piong (17 december 1992 - heden)